# 남촌동 (오산시)
남촌동(南村洞)은 경기도 오산시의 동이다.

## 개요
남촌동은 원래의 남촌동(전 오산5·6리)을 제외하고는 오래된 마을이다. 남촌동의 마을이 문헌에 나타나는 사실을 살펴보면 1831년 조선 순조 31년에 발간된 《화성지》(華城誌)에 초평면 방리 중에서 현재의 남촌동 지역의 마을은 어은굴리(가장동)·궁기리(궁터)·대화촌(대호밭) 등이다. 1914년 4월 1일 일제가 행정구역을 개편할 때에는, 1941년 10월 1일부터 오산면이 되었다. 남촌동도 1989년 1월 1일자로 동이 되었다. 당시의 오산 5리·6리(남촌)·청학리(점촌)·가수동 일부·궐리 일부(대호밭, 궁터)·가장리(구례밭, 가장골)등 13통 62반을 통합하여 남촌동이 되었다.

## 법정동
- 청학동(靑鶴洞)
- 오산동(烏山洞)
- 가장동(佳長洞)
- 가수동(佳水洞)
- 갈곶동(葛串洞)
- 궐동(闕洞)

## 교육
- 성산초등학교
- 대호초등학교
- 오산중학교
- 대호중학교
- 오산고등학교
- 오산정보고등학교
- 오산대학교

## 아파트
| 단지명                              | 건설사     | 시행사             | 주소              | 입주        | 비고                               |
| ----------------------------------- | ---------- | ------------------ | ----------------- | ----------- | ---------------------------------- |
| 오산세교2지구 중흥S-클래스 에듀파크 | 중흥토건㈜ | ㈜새솔건설         | 죽담로 11 (궐동)  | 2024년 11월 |                                    |
| 호반써밋 라포레                     | 호반건설   | ㈜호반산업         | 죽담로 108 (궐동) | 2023년 7월  | '호반써밋 그랜빌'에서 단지명 변경  |
| 호반써밋 라센트                     | 호반건설   | ㈜호반호텔앤리조트 | 죽담로 107 (궐동) | 2024년 3월  | '호반써밋 그랜빌Ⅱ'에서 단지명 변경 |

## 문화재
- 오산 궐리사 - 궐동 소재, 경기도 기념물 제147호

## 교통
- 오산역
- 오산시외버스터미널

## 시설
- 오산시법원
- 오산등기소